# Freundel Stuart
Freundel Jerome Stuart (1949) es un político barbadense que ocupó el cargo de primer ministro de Barbados desde el 23 de octubre de 2010 hasta el 25 de mayo de 2018.

## Carrera política
Es miembro del Partido Democrático Laborista y en el parlamento representa a la circunscripción de St. Michael South. Ya en mayo de 2010 ocupó interinamente el puesto de primer ministro por la enfermedad de David Thompson, que moriría finalmente el 23 de octubre de cáncer de páncreas. El mismo día de su muerte, una reunión de emergencia del PDL eligió a Stuart como su sucesor.